# Halbunziale

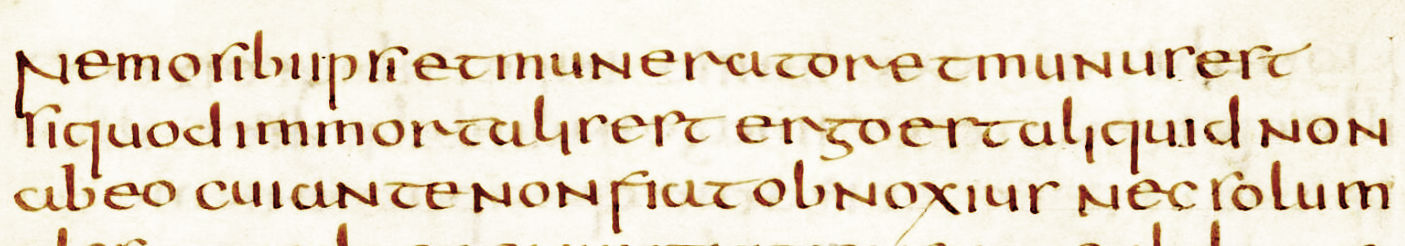
Beispiel einer Halbunziale,
aus dem Codex Basilicanus, um 500

Die Halbunziale ist eine frühmittelalterliche Buchschrift, die vor allem für patristische und juristische Texte angewandt wurde. Mit der Unziale hat sie entstehungsgeschichtlich nichts gemein. Kennbuchstaben sind das Minuskel-m, das N in der Form der Capitalis, das kursive d, das lange s (ſ), sowie das g (ᵹ).

## Entstehung und Verwendung
Diese frühe Minuskelschrift ist durch Kalligraphisierung der jüngeren römischen Kursive (Minuskelkursive) im 5. Jahrhundert im christlichen Nordafrika entstanden. Das Erscheinungsbild ist jedoch noch nicht so von Oberlängen und Unterlängen geprägt wie bei den späteren Minuskeln.
Es existieren zwei getrennte Ausführungen der Halbunziale, eine ältere östliche und eine jüngere Version. Die ältere Halbunziale ist im Osten des römischen Reiches entstanden, belegt durch ägyptische Funde, unter denen die Livius-Epitome der älteste ist und für die das 3. bis 5. Jh. angenommen wird. Die jüngeren Zeugnisse stammen aus nordafrikanischen Skriptorien. Das früheste genauer datierbare Beispiel ist der Codex mit Schriften des Hilarius von Poitiers (BAV, Archivio S. Pietro D. 182), der in Cagliari 509/510 von Bischöfen, die aus dem Vandalenreich in Nordafrika vertrieben worden waren, redigiert wurde. Als Buchschrift war sie vom 6. bis zum 8. Jahrhundert weit verbreitet, in Schriftzentren wie Tours (touronische Halbunziale) oder Fulda  wurde sie noch im 9. Jahrhundert als Auszeichnungsschrift weiterverwendet. Die Schrift gehört zu den Modellen für die Entwicklung der karolingischen Minuskel.

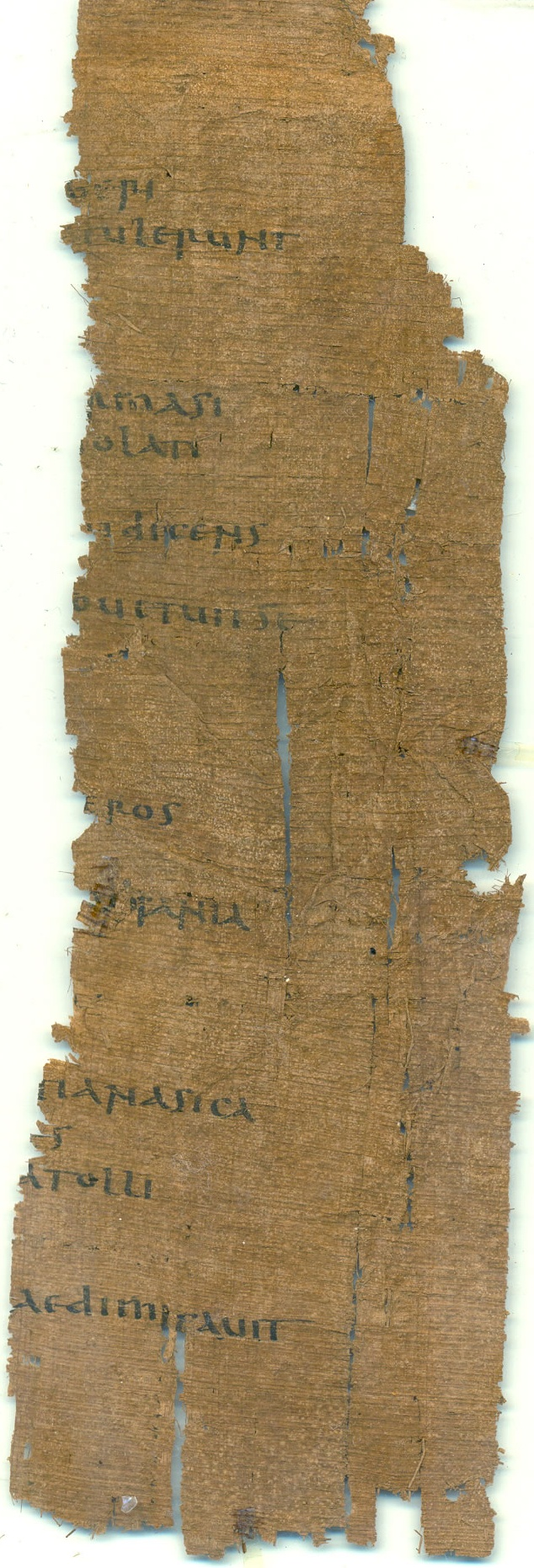
Fragment der Epitome des Livius, 4. Jh.
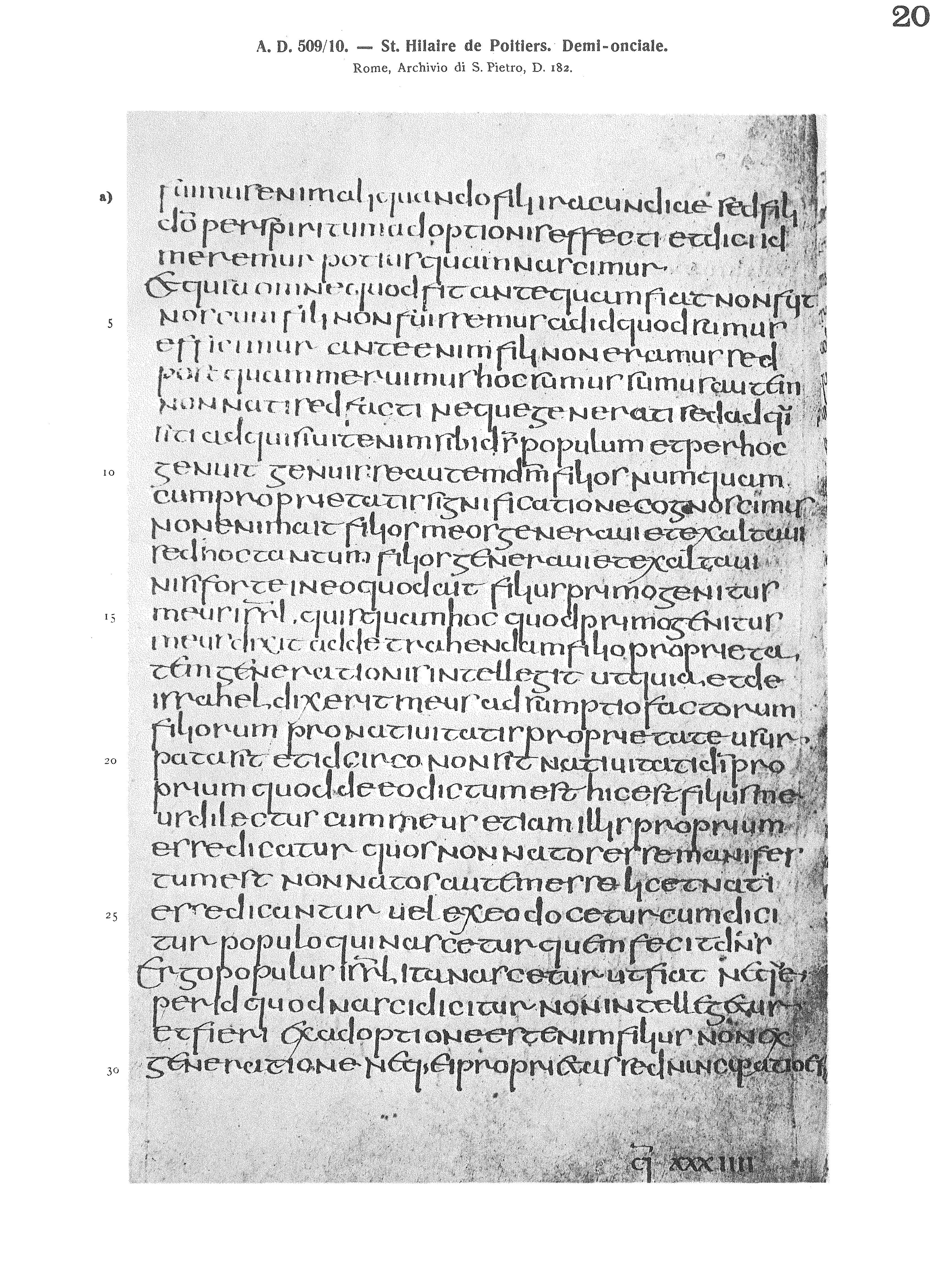
Seite aus dem Hilarius-Codex, 6. Jh.
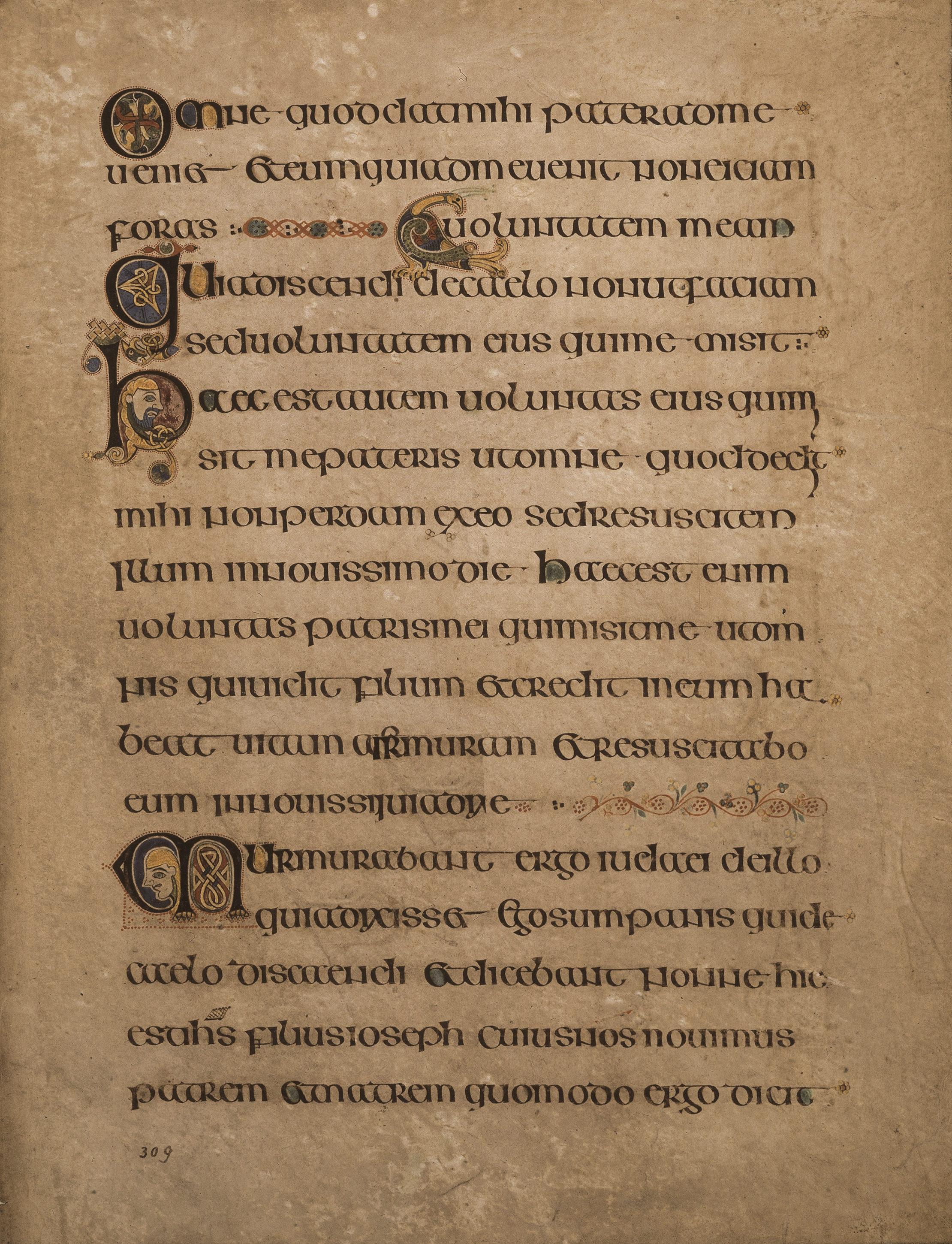
Seite aus Book of Kells, um 800

Die Halbunziale war auch die Schrift der meisten Codices, die von den Missionaren mitgebracht wurden, die Irland im 5. Jahrhundert christianisierten (aus dem damaligen Gallien). Sie war das Vorbild für die insularen Schriften, besonders die irische Rundschrift, deren bekannteste Prachthandschrift das um 800 entstandene Book of Kells ist.